# Строителят Боб
„Строителят Боб“ (на английски: Bob the Builder) е британски анимационен детски телевизионен сериал, създаден от Кийт Чапман за HIT Entertainment и HOT Animation и излъчен по Би Би Си и CBeebies във Великобритания.